# Río Kamliuko
El río Kamliuko (en ruso: Камлюко) es un río del Cáucaso septentrional en el raión de Jabez de la república de Karacháyevo-Cherkesia del sur de Rusia. Es un afluente por la derecha del río Mali Zelenchuk, que desemboca en el río Kubán.

## Curso
El río nace el las alturas al sur de Kara-Pago, en el límite de la vertiente que separan sus aguas de las del río Kara-Pago, del valle del Kubán. Su curso discurre por 9.2 km por un estrecho valle en dirección norte y noroeste hasta la desembocadura en la orilla derecha del Mali Zelenchuk en el límite entre Kosh-Jabl, al sur, y Mali Zelenchuk, al norte. Recibe en su orilla izquierda dos afluentes: el Máloye Kamliuko en su curso medio y el Mali Elburgan en el bajo.